# Auge-Saint-Médard
Auge-Saint-Médard era una comuna francesa que estaba situada en el departamento de Charente, de la región de Nueva Aquitania que el 1 de enero de 2019 pasó a formar parte de la comuna nueva de Val-d'Auge como comuna delegada.

## Historia
Fue creada en 1993 con la unión de las comunas de Auge y Saint-Médard.

## Demografía
| Gráfica de evolución demográfica de Auge-Saint-Médard entre 1999 y 2016 |
|                                                                         |

Los datos demográficos contemplados en este gráfico de la comuna de Auge-Saint-Médard se han cogido de 1999 de la página francesa EHESS/Cassini, y los demás datos de la página del INSEE.